# Calasiao
Calasiao  (Bayan ng  Calasiao - Baley na Calasiao) es un municipio filipino de primera categoría, situado en la isla de Luzón. Forma parte de la provincia de Pangasinán situada en la Región Administrativa de Ilocos, también denominada Región I

## Barangays
El municipio de Calasiao se divide, a los efectos administrativos, en 24 barangayes o barrios,  que comprende 31 sitios, conforme a la siguiente relación:
| - Ambonao - Ambuetel - Banaoang - Bued - Buenlag - Cabilocaán | - Dinalaoán - Doyong - Gabón - Lasip - Longos - Lumbang | - Macabito - Malabago - Mancup - Nagsaing - Nalsian - Población de Este | - Población del Oeste - Quesbán - San Miguel de Bayambang - San Vicente - Songkoy - Talibaew |  |

## Historia

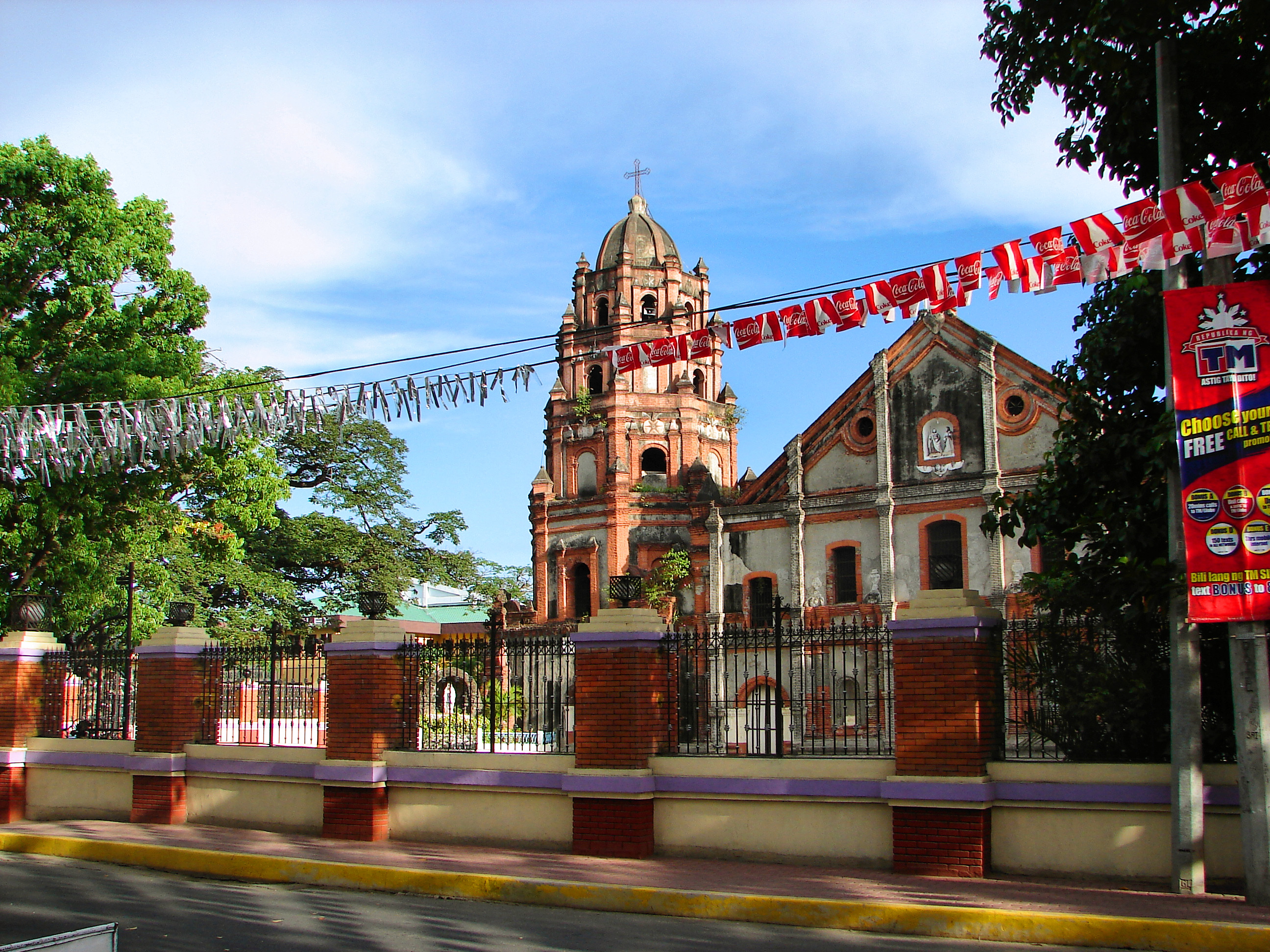
Iglesia de los santos Pedro y Pablo (Población).

El nombre Calasiao se deriva de la palabra nativa Kalasian, que significa Lugar de Rayos.
En 1571 conquistadores y misioneros españoles introdujeron el catolicismo a los pueblos indígenas de Pangasinán.
Según consta en el Boletin Eclesiastico de Filipinas publicado por los padres Dominicos Calasiao fue fundada el año de 1588. 
Los frailes dominicos asentados en el actual narrio de Gabón tuvieron que abandonar el lugar por causa de los continuos disturbios que se producían como pudieron ser la rebelión Malong de 1660 y la de Juan de la Cruz Palaris en  San Carlos de Binalatongan, expulsando a gobernantes y frailes españoles.
Calasiao forma parte de la Encomienda de Labaya, cedida por el Rey de España a Juan Ximenez del Pino y a un hijo de Alonso Hernández de Sandoval.

## Gastronomía
El producto estrella de Calasiao es el pastel de arroz conocido como Puto Calasiao.